# Chevrolet Vega
El Chevrolet Vega es un automóvil subcompacto que fue fabricado y comercializado por la subdivisión  Chevrolet de GM entre 1970 y 1977. Disponible en los estilos de carrocería hatchback, tres volúmenes, familiar y sedán de reparto de dos puertas, todos los modelos fueron impulsados por un motor de cuatro cilindros en línea con un bloque ligero de aleación de aluminio. El Vega salió a la venta por primera vez en los concesionarios de Chevrolet el 10 de septiembre de 1970. Las variantes incluyeron el Cosworth Vega, un modelo de alto rendimiento de producción limitada, presentado en la primavera de 1975.
El Vega recibió elogios y premios en su presentación, incluido el Motor Trend Car of the Year de 1971. Posteriormente, el automóvil se hizo ampliamente conocido por una serie de problemas relacionados con su ingeniería, fiabilidad, seguridad, propensión a oxidarse y deficiencias de durabilidad del motor. A pesar de una serie de reparaciones programadas y mejoras de diseño, los problemas del Vega empañaron tanto su reputación como la de General Motors. La producción terminó con el modelo del año 1977.
El coche recibió su nombre de Vega, la estrella más brillante de la constelación de Lyra.

## Historia
Dos divisiones de GM, Chevrolet y Pontiac, habían estado trabajando por separado en el diseño de coches pequeños a principios y mediados de la década de 1960. Ed Cole, vicepresidente ejecutivo de personal operativo de GM, que trabajaba en su propio proyecto de automóvil pequeño con personal corporativo de ingeniería y de diseño, presentó el programa al presidente de GM en 1967. La compañía eligió la versión de Cole sobre las propuestas de Chevrolet y de Pontiac, y entregó el automóvil a Chevrolet para iniciar su producción. La gerencia corporativa tomó la decisión de introducirse en el mercado de los coches pequeños desarrollando el planteamiento de Cole.
: 188–201 
En 1968, el presidente de GM, James Roche, anunció que la compañía produciría el nuevo automóvil en los Estados Unidos en dos años. Ed Cole era el ingeniero jefe y Bill Mitchell, vicepresidente de personal de diseño, era el estilista jefe. El objetivo de Cole era disponer de un modelo líder mundial en las salas de exposición de los concesionarios en 24 meses. Roche declaró que GM tenía un equipo de "estilistas, investigadores e ingenieros" que habían trabajado en el vehículo con el nombre en código XP-877 durante años. John DeLorean posteriormente cuestionó estas declaraciones, afirmando que no se había construido ningún prototipo o vehículo de prueba antes del anuncio de Roche. Los planos que aparentemente existían, eran una amalgama de información procedente de vehículos subcompactos competitivos procedentes del extranjero, incluidos algunos producidos por las compañías propiedad de GM fuera de los Estados Unidos.
Se creó un equipo de diseño de GM, encabezado por James G. Musser Jr., quien había contribuido a desarrollar la transmisión del Chevy II, el Camaro de primera generación, los motores Chevrolet V8 de bloque pequeño y la transmisión Turbo-Hydramatic. Musser dijo: "Este fue el primer vehículo [de GM] en el que una persona estaba al frente de todo el proceso", y que su equipo "diseñó todo el vehículo".

### Desarrollo 1968-1970
El Vega fue concebido en 1968 para usar la tecnología recién desarrollada de la fundición a presión de aluminio, utilizada para confeccionar el bloque del motor: los primeros bloques de aluminio fundido en arena habían precedido a la decisión de construir el automóvil en dos años. Se optó por un motor de cilindrada relativamente grande con un buen par motriz a baja velocidad, con relaciones de cambio concebidas para que el motor funcionara a bajas revoluciones con el fin de economizar combustible. Las pruebas del motor totalizaron 6 millones de millas (9,6 millones de km). Se instaló un motor de prueba previamente en un sedán Fiat 124 para el desarrollo del bloque de aluminio, mientras que se utilizaron varios sedanes Opel Kadett de 1968 para el desarrollo de la transmisión.
Chevrolet estableció un nuevo programa de gestión para producir el automóvil completamente nuevo en dos años. Un ingeniero jefe estaba al frente del programa, y otros cincuenta ingenieros, dedicados al diseño de todo el automóvil, se dividieron en grupos: carrocería, tren motriz, diseño del chasis, garantía del producto y control de fallos. Este último grupo verificaría continuamente los vehículos en la línea de ensamblaje, con una monitorización informática del control de calidad de cada vehículo construido. Los ingenieros y dibujantes de la empresa Fisher Body se trasladaron a las oficinas de GM para trabajar con el personal que estaba diseñando el Vega.
En octubre de 1968 ya se había completado un estilo de carrocería (el sedán de tres volúmenes estilo "11"), un motor, una transmisión (la MB1 Torque-Drive automática con cambio de dos velocidades) y un nivel de acabado básico. También se habían configurado los asientos y el revestimiento del suelo de goma moldeada, pero inicialmente se concibió sin guantera ni forro del techo y sin aire acondicionado (la ventilación se realizaba a través de unas rejillas situadas en el soporte inferior del parabrisas, por encima del salpicadero). A medida que el mercado cambiaba, también lo hacía el automóvil en desarrollo.
En diciembre de 1968, se agregaron los estilos hatchback, familiar y el sedán de reparto; se incorporó la ventilación a nivel del suelo y un motor opcional de mayor rendimiento ("L-11" con carburador de doble cuerpo), que se pensaba que cubriría el 20% de la producción y que finalmente representó el 75%. Las butacas eran estándar. Hatchbacks y familiares recibieron alfombras y techos almohadillados. El aire acondicionado opcional, previsto para el 10% de la producción, acabó instalándose en el 45% de los vehículos.

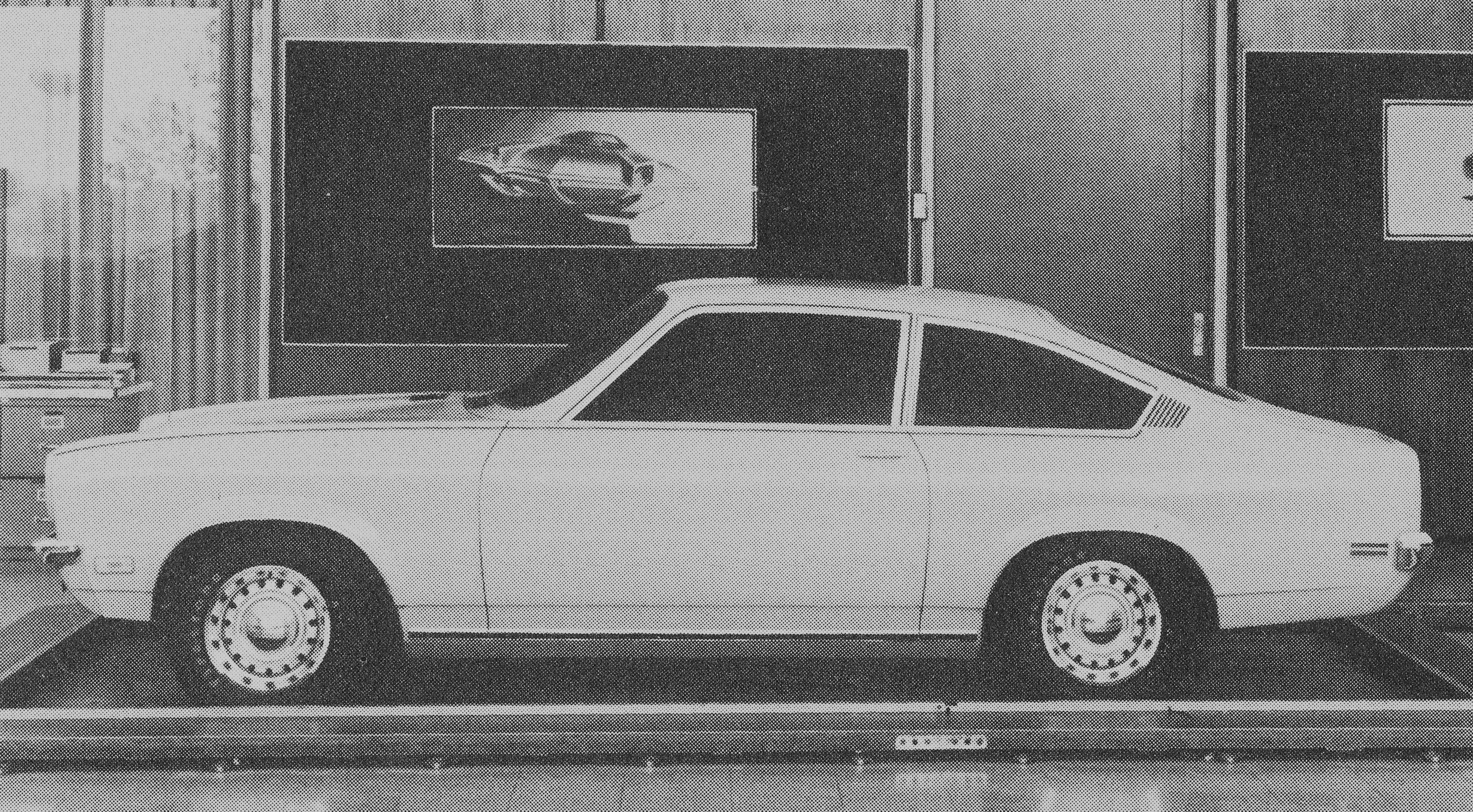
Modelo en arcilla del hatchback XP-887, según el diseño de estudio final de Chevrolet (1969)

En febrero de 1969 se disponía de las transmisiones Opel de tres y cuatro velocidades (siendo estándar la de tres velocidades y la otra opcional). Se agregó la transmisión Powerglide; la bomba de combustible mecánica se reemplazó por una eléctrica situada junto al depósito (lo que lo convirtió en el primer producto de GM con una bomba de combustible en el depósito antes de la adopción de la inyección de combustible); la dirección asistida en opción; y por último el estilismo del tres volúmenes "11" mejorado para combinar con las alfombras y el techo interior de la berlina y el familiar.
En abril de 1969, el coche recibió el paquete de luces de gálibo, suspensión HD, neumáticos más anchos; respaldo ajustable (45% de la producción); y un parachoques rediseñado. Se agregaron a la carrocería bordes de protección inferiores, y la opción de ventanas traseras de compás (10% de la producción).
En julio de 1969, se dispuso de la luneta trasera equipada con resistencia eléctrica en opción (10% de la producción); además del Paquete "GT" por 325 dólares extra (35% de la producción). También se agregaron vierteaguas metálicos a los marcos de las ventanillas y al techo del hatchback y del familiar.
Así es esencialmente como se lanzó el automóvil en 1971. La producción comenzó el 26 de junio de 1970. Después de la huelga nacional de GM (septiembre a noviembre de 1970), se agregaron vierteaguas metálicos al modelo base "11". Estas piezas se enviaron a los distribuidores para actualizar las unidades que ya estaban en los concesionarios.
La revista 'Cars' comentó en 1974 que la prisa por presentar el automóvil con otros modelos de 1971, provocó que "[los ensayos que deberían haberse realizado en el campo de pruebas fueron realizadas por los clientes, lo que requirió numerosas "reparaciones" parciales por parte de los concesionarios. La "brillante estrella", permaneció permanentemente con un ojo morado a pesar de un programa de desarrollo continuo que al final alivió la mayoría de estas deficiencias iniciales".

## Diseño e ingeniería

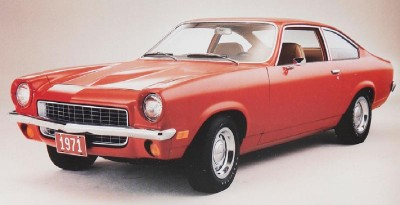
1971 Vega hatchback cupé

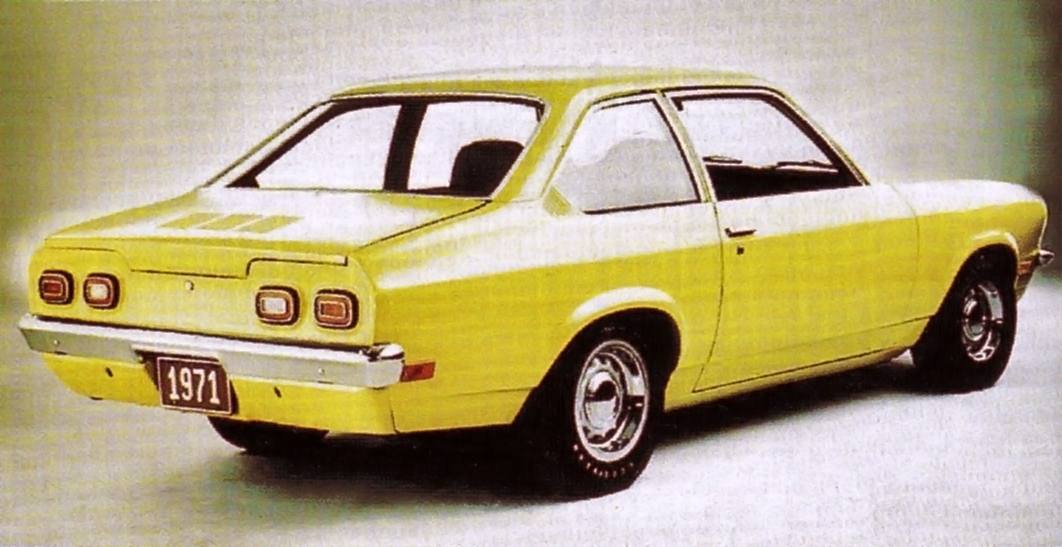
1971 Vega sedán

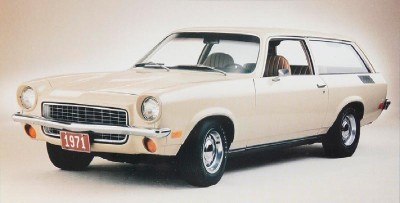
1971 Vega Kammback familiar

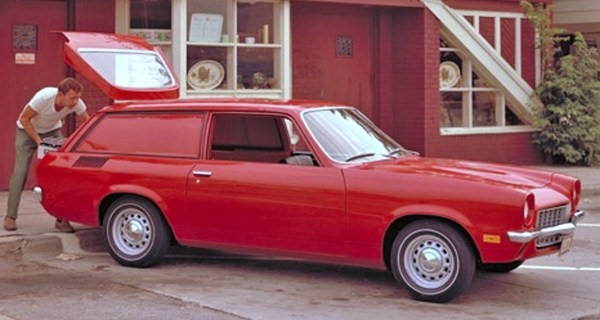
1971 Vega comercial express

La batalla en todos los modelos era de 97 pulgadas (2463,8 mm), con un ancho de 65,4 pulgadas (1661,2 mm). Los modelos de 1971 y 1972 tenían una longitud de 169,7 pulgadas (4310,4 mm). Los modelos 1973 eran 3 pulgadas (76,2 mm) más largos debido al parachoques frontal, capaz de absorber impactos de hasta 5 millas por hora. Los parachoques delanteros y traseros con esta condición en los modelos comercializados desde 1974 hasta 1977 agregaron otras 5,7 pulgadas (144,8 mm) a la longitud total de los vehículos.
El hatchback, con su techo más bajo y un asiento trasero abatible, representó casi la mitad de todas las ventas del Vega.
El sedán, más tarde llamado "notchback" (tres volúmenes), era el único modelo con un maletero cerrado y tenía el precio base más bajo. La camioneta Kammback disponía de una plataforma de carga más baja y una puerta trasera abatible.
El sedán de reparto de 1970 tenía paneles de acero en lugar de los vidrios laterales traseros del familiar, un área de almacenamiento cerrada debajo del suelo de carga y un asiento del conductor con respaldo bajo. El asiento auxiliar para un pasajero era opcional. El asiento trasero bajo fue el resultado de la clasificación de este modelo como camioneta, que tenía menos requisitos de seguridad que los exigidos a los automóviles de pasajeros.
El motor de cuatro cilindros en línea de bloque de aluminio fue el resultado de un esfuerzo conjunto de General Motors, Reynolds Metals y Sealed Power Corp. Tanto el propio motor como su tecnología de bloque de fundición fueron desarrollados por el personal de ingeniería de GM y luego pasaron a Chevrolet para su finalización y puesta en producción. Ed Cole, involucrado en el diseño en 1955 del motor de bloque pequeño V8 como ingeniero jefe de Chevrolet, estuvo igualmente involucrado con el motor del Vega, y a menudo visitaba al personal de ingeniería en la sala de diseño de motores los sábados, revisando el diseño y dirigiendo los cambios, para consternación de los ingenieros de Chevrolet y del personal de fabricación, que sabían que quería que el trabajo se realizara urgentemente.
El motor en desarrollo se hizo conocido internamente como "el motor más alto y pequeño del mundo" debido a la forma elevada de la culata. Sus vibraciones, rumorosidad y tendencia al sobrecalentamiento fueron corregidos en 1974.X
La suspensión del Vega con un eje de viga trasero, una distribución de peso del 53.2% delante/46.8% detrás, un centro de masas bajo y equilibrado y un sistema de dirección mediante un husillo de bolas, permitieron que el coche dispusiera de unas buenas condiciones de conducción. Era capaz de trazar curvas con una aceleración lateral de 0.90 g (con suspensión estándar) y de 0.93 g (con suspensión RPO F-41). La caja de dirección y el varillaje estaban situados por delante de la línea central de la rueda delantera, con un eje acolchado de dos piezas. La suspensión delantera era de brazos cortos y largos, con bujes del brazo de control inferior más grandes que en el Camaro de 1970.
La suspensión trasera de cuatro brazos copia la 1970 Chevelle.
Disponía de muelles helicoidales en las cuatro ruedas.
Los ingenieros de desarrollo del chasis se fijaron como objetivo las calidades de conducción de los grandes automóviles estadounidenses de tamaño completo, pero con la agilidad de manejo de los coches europeos. Posteriormente, el diseño de la suspensión trasera con un brazo de torsión eliminó el problema del rebote de las ruedas traseras sometidas a un frenado brusco. Los frenos (con discos delanteros y tambores traseros) imitaban un diseño de Opel, con rotores macizos de pistón único de 10 pulgadas (25,4 cm) de diámetro, tambores de 9 pulgadas (22,9 cm) y distribución de frenada delante/detrás 70/30.
Todos los modelos compartían el mismo capó, guardabarros, paneles del piso, paneles de puertas inferiores, paneles de balancines, compartimiento del motor y extremo delantero. A mediados de 1971, Chevrolet introdujo un paquete GT opcional para los modelos hatchback y Kammback, que incluía el motor 140 de dos cilindros RPO L11, la opción de conducción F41, neumáticos especiales y molduras exteriores.

## Cambios de modelo anuales
Para 1972, todos los modelos tenían un sistema de escape y una transmisión revisados para reducir las vibraciones y el ruido; también se revisaron los amortiguadores. La transmisión automática Turbo Hydra-Matic de tres velocidades y el interior de tela personalizado eran opcionales y se agregó una guantera.
En 1973 se introdujeron hasta 300 pequeños cambios, incluyendo nuevos colores exteriores e interiores y nuevos acabados interiores estándar. Los rótulos de las placas de identificación delantera y trasera "Chevrolet Vega 2300" se cambiaron a "Vega by Chevrolet". Para cumplir con las normas de parachoques de impacto a 5 mph de 1973, el parachoques delantero se dotó de soportes más fuertes y se extendió 3 pulgadas (7,6 cm), con un panel de relleno de acero del color de la carrocería. Las transmisiones manuales Saginaw fabricadas en EE. UU. y un nuevo varillaje de cambio reemplazaron a las unidades Opel. El motor RPO L11 tenía un nuevo carburador progresivo de dos cuerpos Holley 5210C. Las nuevas opciones incluían neumáticos radiales con franjas blancas BR70-13, cubiertas de ruedas completas y molduras laterales de la carrocería con inserto de goma negra. A mediados de año se introdujeron dos nuevos modelos: el familiar decorado imitando madera con una película suministrada por 3M y moldura trasera, y el tres volúmenes LX con acabado de techo de vinilo. El 17 de mayo de 1973, salió de la planta de montaje de Lordstown el Vega número 1 millón: un hatchback GT naranja con franjas deportivas blancas, dirección asistida e interior de vinilo personalizado neutro que incluía paneles de vinilo en las puertas exclusivos. Se introdujo una edición limitada "Millionth Vega" que replicaba el automóvil emblemático, con alfombras de color naranja y detalles en las manijas de las puertas. Se construyeron 6500 unidades entre el 1 de mayo y el 1 de julio. Por primera vez, se ofreció tapicería de tela, con el interior Custom en negro o azul.
Para 1974, los principales cambios exteriores fueron una parte delantera revisada y un parachoques trasero apto para impactos a 5 mph, aumentando la longitud total en 6 pulgadas (15,2 cm), y un panel frontal inclinado con faros empotrados. Una rejilla de acero con lamas horizontales reemplazó a la moldura frontal que recordaba a los huecos de una caja de huevos. Los parachoques de aluminio delanteros y traseros con resorte interior de acero reemplazaron a los elementos cromados, con los soportes de la placa de matrícula reubicados. Un panel trasero revisado en los modelos notchback y hatchback tenía las luces de una sola unidad más grandes, con rejillas de ventilación eliminadas de las tapas del maletero y del portón. Un tanque de combustible de 16 galones americanos (60,6 L) reemplazó al tanque de 11 galones americanos (41,6 L). Las franjas laterales reemplazaron las franjas del capó y la cubierta por la opción de franjas deportivas GT. Los paneles de puerta moldeados con molduras de madera del interior personalizado fueron reemplazados por paneles de vinilo que combinaban con las molduras de los asientos. En enero, se agregaron revestimientos de plástico a los guardabarros delanteros después de que se reemplazaran miles de guardabarros bajo garantía en los modelos de 1971-1974. En febrero, se presentó el hatchback de edición limitada "Spirit of America", con un exterior blanco, techo de vinilo blanco, rayas azules y rojas en los lados de la carrocería, el capó y el panel trasero, emblemas en los guardabarros delanteros y el panel trasero, también blanco". Por último, ruedas GT, neumáticos A70-13 con letras blancas en relieve, interior de vinilo personalizado blanco y alfombras de color rojo. Se construyeron 7500 Vegas hasta mayo. Las ventas alcanzaron un máximo de 460.374 unidades en el año modelo 1974.
Los 264 cambios introducidos en 1975 incluyeron ignición de alta energía, encendido electrónico y convertidor catalítico. Entre las nuevas opciones figuraban frenos más potentes, volante inclinable, neumáticos radiales BR78-13B e interior de tela personalizada especial para el hatchback y el Kammback. En marzo, se presentó el Cosworth Vega con un motor totalmente de aluminio e inyección de combustible electrónica, el primero en un automóvil de turismo Chevrolet. La producción del sedán panelado express se suspendió al final del año. Sus ventas alcanzaron un máximo de 7800 unidades en su primer año, y luego promediaron 4000 unidades por año. Se vendieron más de 1500 ejemplares en 1975. Las ventas totales cayeron a 206.239 unidades.

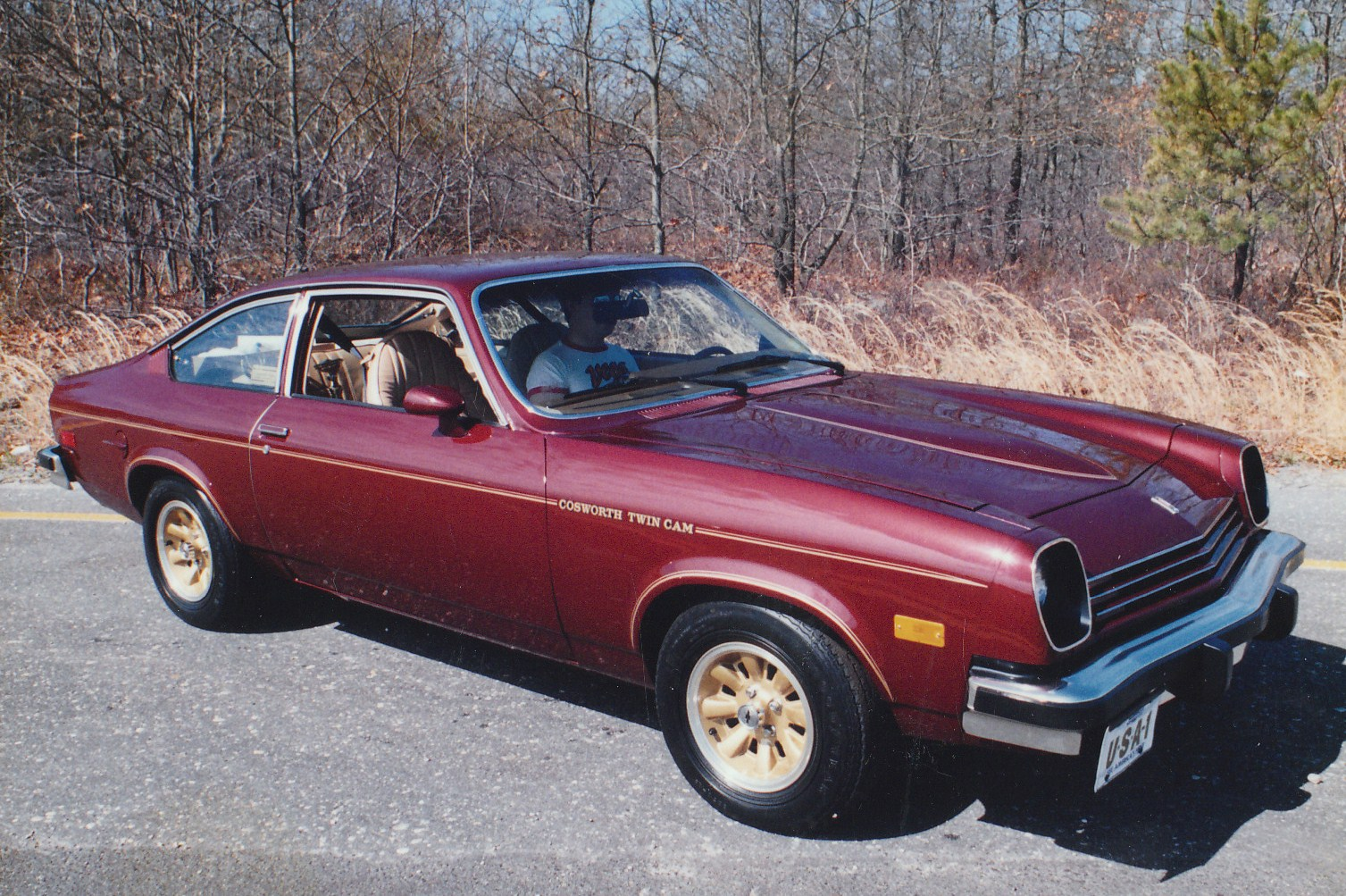
Cosworth Vega hatchback cupé de 1976

En el año 1976, Chevrolet afirmó que se realizaron 300 cambios. Un lavado de cara incluyó un panel de cabecera revisado con el emblema de la pajarita Chevy, una parrilla más ancha, biseles de faros revisados en material resistente a la corrosión, y nuevas luces traseras tricolores para el notchback y el hatchback (aunque las señales de giro ámbar no eran funcionales). Se mejoraron la refrigeración y la durabilidad del motor Dura-Built 2.3 L. El chasis recibió los componentes mejorados del Monza, incluidos el travesaño delantero de sección en caja, frenos delanteros y traseros más grandes (incluyendo rotores ventilados delante) y suspensión trasera con brazo de torsión. Las amplias mejoras contra la corrosión en la carrocería incluyeron guardabarros galvanizados y paneles de balancines. Se introdujeron nuevos modelos: GT familiar, hatchback Cabriolet (con medio techo de vinilo y ventana de ópera similares a los del cupé Monza Towne), y una camioneta Nomad de edición limitada con ventanas laterales rediseñadas.
Las nuevas opciones incluían la transmisión BorgWarner manual de cinco velocidades con overdrive y el tapizado del asiento con un estampado en pata de gallo denominado "tela deportiva" por 18 dólares adicionales. Un "Sky-Roof" (techo con ventana) con vidrio deslizante reflectante tintado y un reproductor de cintas de ocho pistas fueron opciones a partir de enero. El Cosworth fue cancelado en julio después de que se fabricaran 1446 unidades en 1976.
En 1977, los modelos tuvieron pocas revisiones. El notchback pasó a llamarse "cupé". En el motor 140 construido por Dura, un sistema de inyección de aire secundaria permitía cumplir con los estándares de emisiones federales más estrictos. Se abandonaron el motor con carburador de un solo cuerpo y la transmisión manual de tres velocidades. Los interiores recibieron una columna de dirección, volante, panel de instrumentos y cubierta del freno de mano en colores combinados, con una consola completa en colores combinados como una nueva opción. Los modelos GT dispusieron de molduras exteriores negras (con las molduras inferiores eliminadas), espejos y ruedas negros, bandas laterales y traseras con el rótulo Vega GT, así como una placa con el texto Vega GT.

## Motor

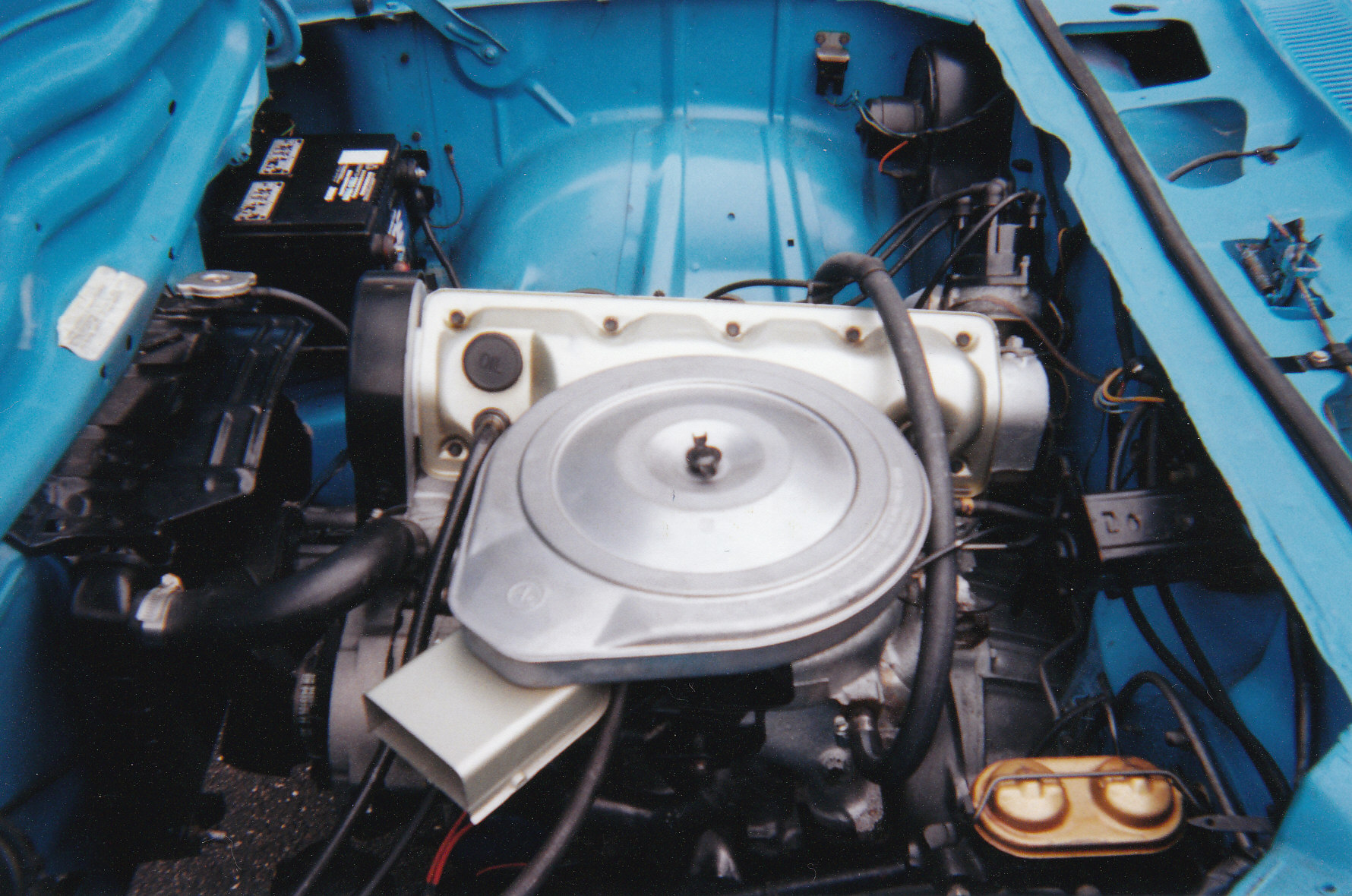
Motor de 140 cu in (2.3 L) 1 bbl. I-4, de 90 hp (1971)

El Vega disponía de un motor de cuatro cilindros en línea de 2287 cm³ (2,3 L; 139,6 plg³), con un bloque de aleación de aluminio moldeado mediante fundición a presión. La culata de hierro fundido disponía de un árbol de levas en cabeza simple.
El bloque era un diseño de cubierta abierta con orificios de cilindro siameses. Las paredes exteriores de la carcasa formaban la camisa de agua, sellada por la culata y la junta de la culata, y el cigüeñal estaba apoyado sobre cojinetes y cerrado por una tapa de fundición. Se eligió la culata de hierro fundido por su bajo costo. El tren de válvulas simple tenía tres componentes que activaban cada válvula, en lugar de las siete piezas típicas del sistema de distribución clásico. Una correa externa a un extremo del cigüeñal impulsaba el árbol de levas apoyado sobre cinco cojinetes, además de la bomba hidráulica y el ventilador.

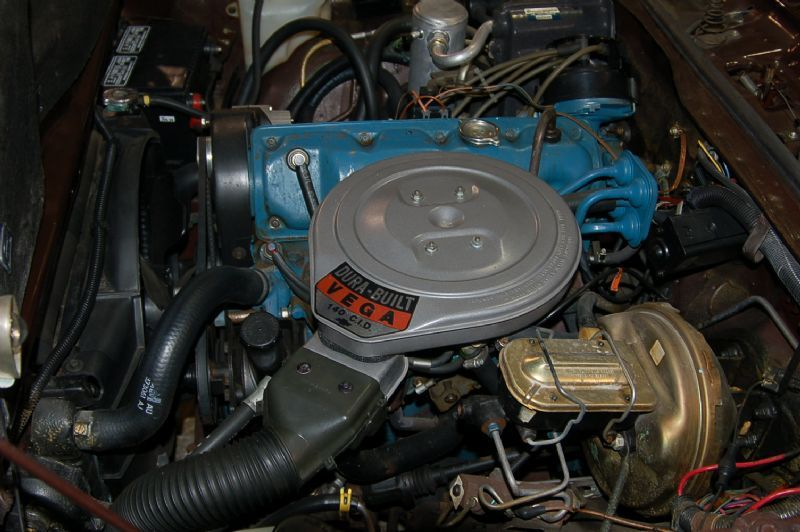
Motor Dura-built 140 cu in (2.3 L) 2bbl. I-4, 84 hp (1977)

La relación de compresión para el motor estándar y el opcional era de 8.0:1, ya que el motor fue diseñado para combustibles con bajo contenido de plomo y sin plomo. La versión con carburador de un solo cuerpo rendía 90 HP (67 kW); la versión de dos cuerpos (el estándar L11) producía 110 HP (82 kW). Desde 1972, las potencia se declararon en caballos SAE netos. El motor era propenso a las vibraciones, que se amortiguan mediante grandes soportes de goma. El carburador de dos cuerpos Rochester DualJet de 1972 requería una bomba de aire para obtener la certificación de emisiones y fue reemplazado en 1973 por un carburador progresivo de dos cuerpos 5210C construido por Holley. Las revisiones de control de emisiones de 1973 redujeron la potencia del motor opcional en 5 HP (5,1 CV) y se redujeron sus niveles de ruido. Se introdujo una ignición de alta energía en los motores de 1975.
Problemas graves con el motor llevaron a un rediseño para 1976-1977. Comercializado como Dura-Built 140, el nuevo motor tenía vías de refrigeración mejoradas, culata rediseñada con elevadores de válvulas hidráulicos más silenciosos, sellos de vástago de válvula de mayor duración que reducían el consumo de aceite en un 50% y bomba de agua, junta de culata y termostato rediseñados. La garantía se actualizó a cinco años o 60 000 millas (96 600 km). En 1977 se agregó un sistema de inyección de aire secundaria para cumplir con los límites de emisiones estadounidenses más estrictos en 1977. El color de la pintura del motor (utilizado en todos los motores Chevrolet) se cambió del naranja al azul.
En agosto de 1975, Chevrolet llevó a cabo una prueba de resistencia con tres unidades Vega propulsadas por motores Dura-Built, anunciada como la "Carrera de Durabilidad de 60.000 millas en 60 días". Supervisada por el Auto Club de Estados Unidos, nueve pilotos condujeron sin parar tres cupés hatchback de 1976 de preproducción con transmisión manual y aire acondicionado para recorrer 60 000 millas (96 600 km) en 60 días a través de los desiertos de California y Nevada, cubriendo un total de 180 000 millas (289 700 km). Con el único fallo de una correa de distribución rota, el ingeniero de proyectos de Vega, Bernie Ernest, dijo que GM se sentía "muy cómodo con la garantía".
"Motor Trend" dijo que "Chevrolet eligió la ruta del desierto del suroeste de 349 millas para demostrar que el motor y el sistema de enfriamiento severamente criticados habían sido mejorados en el modelo de 1976". Con temperaturas ambiente entre 99 °F (37,2 °C) y 122 °F (50,0 °C) los coches perdieron 24 onzas (0,7 L) de refrigerante (evaporación normal bajo las citadas condiciones) durante las 180.000 millas. Registraron un consumo promedio de 28,9 mpgAm (8,1 L/100 km) y usaron un litro de aceite por cada 3400 millas (5472 km). Los gastos de conducción promediaron 2,17 centavos por milla. Uno de los coches que superó la prueba se exhibió en el Salón del Automóvil de Nueva York de 1976. El Vega de 1976 se comercializó como un automóvil duradero y fiable.

### Resumen de potencias y pares del motor
| Año  | Motor estándar                                           | Motores L-11 & GT (Z29) opcionales                         | Motor Cosworth (ZO9) DOHC                                  |
| ---- | -------------------------------------------------------- | ---------------------------------------------------------- | ---------------------------------------------------------- |
| 1971 | 90 HP (91 CV) a 4400 rpm 136 lb·pie (184 N·m) a 2400 rpm | 110 HP (112 CV) a 4800 rpm 138 lb·pie (187 N·m) a 3200 rpm |                                                            |
| 1972 | 80 HP (81 CV) a 4400 rpm 121 lb·pie (164 N·m) a 2400 rpm | 90 HP (91 CV) a 4800 rpm 121 lb·pie (164 N·m) a 2800 rpm   |                                                            |
| 1973 | 72 HP (73 CV) a 4400 rpm 100 lb·pie (136 N·m) a 2000 rpm | 85 HP (86 CV) a 4800 rpm 115 lb·pie (156 N·m) a 2400 rpm   |                                                            |
| 1974 | 75 HP (76 CV) a 4400 rpm 115 lb·pie (156 N·m) a 2400 rpm | 85 HP (86 CV) a 4400 rpm 122 lb·pie (165 N·m) a 2400 rpm   |                                                            |
| 1975 | 78 HP (79 CV) a 4200 rpm 120 lb·pie (163 N·m) a 2000 rpm | 87 HP (88 CV) a 4400 rpm 122 lb·pie (165 N·m) a 2800 rpm   | 110 HP (112 CV) a 5600 rpm 107 lb·pie (145 N·m) a 4800 rpm |
| 1976 | 70 HP (71 CV) a 4200 rpm 120 lb·pie (163 N·m) a 2000 rpm | 84 HP (85 CV) a 4400 rpm 122 lb·pie (165 N·m) a 2800 rpm   | 110 HP (112 CV) a 5600 rpm 107 lb·pie (145 N·m) a 4800 rpm |
| 1977 | 84 HP (85 CV) a 4400 rpm 122 lb·pie (165 N·m) a 2800 rpm |                                                            |                                                            |

Notas:
Entre 1972 y 1977, los valores de potencia y par son SAE netos
Motor L-11 estándar en los modelos de 1977

## Motores previstos no usados

### OHC L-10

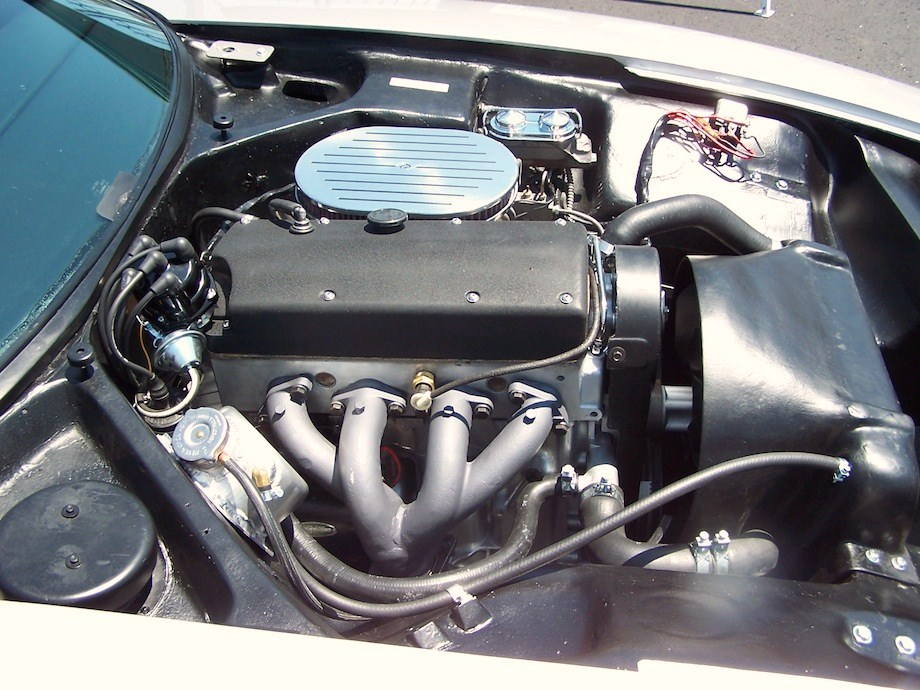
XP-898 concept prototype L-10 engine

El motor L-11 opcional fue parte del programa de desarrollo de Vega desde diciembre de 1968, inicialmente con una culata de hierro alta que tenía una disposición de taqués inusual y cámaras de combustión de flujo lateral. El grupo de motores de Chevrolet luego diseñó una culata de flujo cruzado de aluminio con un solo árbol de levas en cabeza central, cámaras de combustión hemisféricas y válvulas más grandes. Era más ligero y aproximadamente 4 plg (101,6 mm) más bajo que la culata de serie para el Vega. Aunque se construyeron numerosos prototipos y se inició la construcción de las herramientas de fabricación, el motor no recibió la aprobación de producción. Habría dado un rendimiento más alto que el motor con culata de hierro, y sin los problemas de expansión diferencial de la junta de culata de este último.

### RC2-206 Wankel

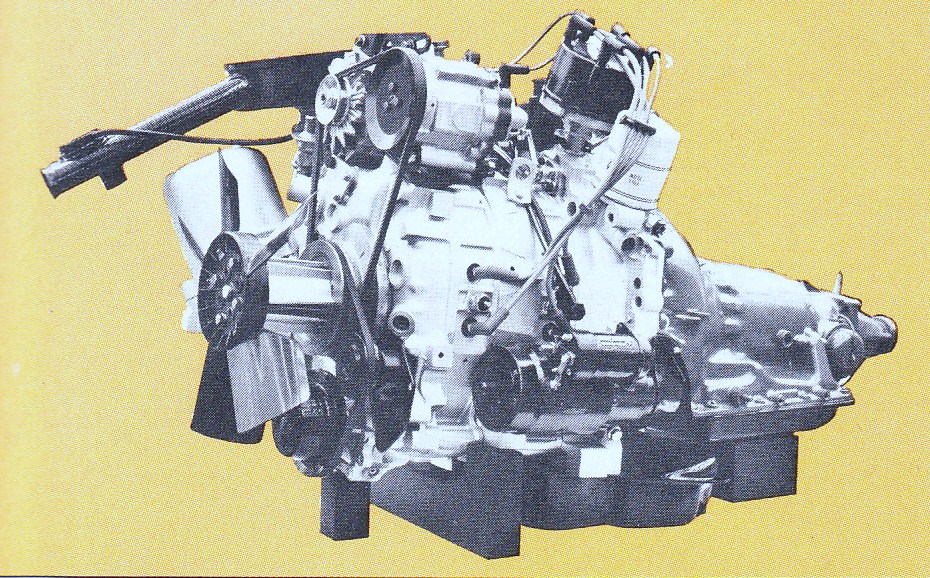
Motor Vega RC2-206 Wankel (1974)

En noviembre de 1970, GM pagó 50 millones de dólares por las licencias iniciales para producir un motor rotativo Wankel. El presidente de GM, Ed Cole, proyectó su lanzamiento en octubre de 1973 como una opción para el Vega de 1974. El motor de combustión rotatorio de General Motors (GMRCE en inglés) tenía dos rotores que desplazaban 206 plg³ (3376 cm³), dos distribuidores y bobinas, y una carcasa de aluminio. Se instalaron motores Wankel RC2-206 en 1973 en algunos Vega para realizar pruebas en clima frío en Canadá.
Motor Trend en un artículo de 1973 decía que "el consumo del Vega con motor rotativo estaba en el rango de 16 a 18 millas por galón americano (14,7 a 13,1 L/100 km). En comparación con el motor de pistón normal del Vega de 20 a 26 millas por galón americano (11,8 a 9 L/100 km), todo el negocio de lanzar el motor rotativo comienza a verse un poco menos atractivo, con el precio de la gasolina subiendo como un cohete ... ".
GM pensó que podría cumplir con los estándares de emisiones de 1975 con el motor ajustado para obtener una mejor economía de combustible. Otros refinamientos lo mejoraron hasta los 20 mpgAm (11,8 L/100 km), pero sufrieron fallos en la junta del ápice y problemas con el sellado de la punta del rotor. Para diciembre de 1973, estaba claro que el Wankel, ahora planeado para el Monza 2+2, no estaría listo para la certificación de emisiones o para su producción a tiempo para el inicio del modelo de 1975. Después de pagar otros 10 millones de dólares por la licencia del motor rotativo, GM anunció el primer aplazamiento. En abril de 1974, Motor Trend predijo el resultado final: el 24 de septiembre de 1974, Cole pospuso el motor, aparentemente debido a problemas de emisiones. Se retiró en el mismo mes. Su sucesor, Pete Estes, mostró poco interés en el motor y GM, aludiendo a la necesidad de obtener un consumo de combustible más bajo, pospuso la producción a la espera de un mayor desarrollo.
Se ha conservado uno de estos motores GM Wankel completo, que se exhibe en el Museo del Patrimonio del Motor de Ypsilanti (MI), junto con ejemplares del Chevrolet Corvair.

### V8
En julio de 1972, la revista Hot Rod probó un prototipo del Vega equipado con un V8 totalmente de aluminio, la última de varias unidades de 283 pulgadas cúbicas (4,6 L) utilizadas en el vehículo de investigación y desarrollo CERV I. Ampliado a 302 plg³ (4,9 L), tenía pistones de alta compresión, árbol de levas de levantamiento mecánico "097 Duntov", colector de admisión de cuatro cuerpos de hierro fundido y un carburador Quadrajet. Con el Turbo Hydramatic de serie, la parte trasera del Vega de serie y los neumáticos de calle, el coche recorrió un cuarto de milla en menos de 14 segundos.

## Montaje

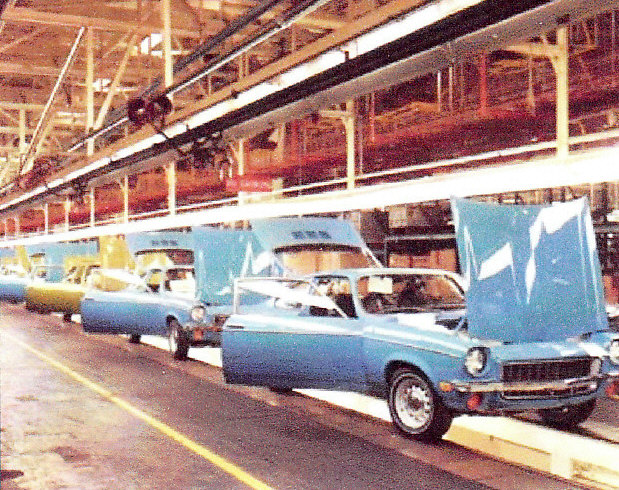
Factoría de Lordstown, con la línea de ensamblaje final del Vega

GM construyó la planta de montaje de Lordstown (Ohio) cerca de Youngstown para construir el Vega, para lo que invirtió 75 millones de dólares. En su momento era la factoría automotriz más automatizada del mundo, donde aproximadamente el 95 por ciento de las 3900 soldaduras de cada carrocería del Vega se realizaban automáticamente mediante robots industriales Unimate. Conjuntos de motor y eje trasero colocados por elevadores hidráulicos sobre carrocerías elevadas movidas en la línea a 30 pies (9,1 m) por minuto. Las áreas de subensamblaje, las cintas transportadoras y el control de calidad fueron todos dirigidos por computadora.

### Velocidad de producción
La producción en Lordstown se proyectó desde el principio para completar 100 Vegas por hora, uno cada 36 segundos. Dos veces el volumen normal, era la tasa más rápida del mundo. En unos meses, Lordstown llegó  a producir 73,5 Vegas por hora.
Los trabajadores de Lordstown tenían 36 segundos para realizar sus tareas en lugar del minuto habitual. Con un 25 por ciento más de trabajadores de línea de los necesarios, formaron grupos en los que tres trabajaban y un cuarto descansaba. Aunque hubo fallos mecánicos, la calidad del ensamblaje inicial del Vega (especialmente ajustes y terminaciones), era aceptable. El coche ganó el premio al Coche del Año de Motor Trend en 1971. En octubre de 1971, General Motors traspasó la gestión de Lordstown de Chevrolet y Fisher Body a la General Motors Assembly Division (GMAD), que impuso una disciplina más rigurosa y redujo costos al eliminar al cuarto trabajador "extra". El Sindicato de Trabajadores del Sector del Automóvil (UAW) dijo que 800 trabajadores fueron despedidos en Lordstown en el primer año bajo la dirección de la GMAD; aunque esta afirmó que fueron 370. La gerencia acusó a los trabajadores de ralentizar la línea y sabotear automóviles al omitir partes y hacer un trabajo de mala calidad. Estos dijeron que la GMAD aceleró la línea y redujo la dotación de personal, repercutiendo en el nivel de calidad. En marzo de 1972, los 7700 trabajadores llamaron a una huelga salvaje que duró un mes y le costó a GM 150 millones de dólares. La producción del Vega aumentó a más de 100.000 unidades para 1972, y habría sido más fuerte si no hubiera sido por la huelga. En 1975 se alcanzaron los 100 coches por hora sin tiempo de inactividad.
A medida que la producción se acercaba a los 100 vehículos por hora, surgieron problemas en el taller de pintura. A 85 unidades por hora, casi todas requirieron reparaciones. Las presiones de pulverización convencionales y los atomizadores no pudieron aplicar la pintura lo suficientemente rápido, pero las presiones y las aberturas de las boquillas crecientes produjeron acúmulos de pintura y combaduras. Fisher Body y el proveedor de pinturas de laca DuPont, durante un fin de semana, desarrollaron nuevas especificaciones químicas y de aplicación de la pintura: laca de dispersión no acuosa (NAD). La nueva formulación elevó el rendimiento del taller de pintura a 106 unidades por hora.

### Transporte ferroviario vertical

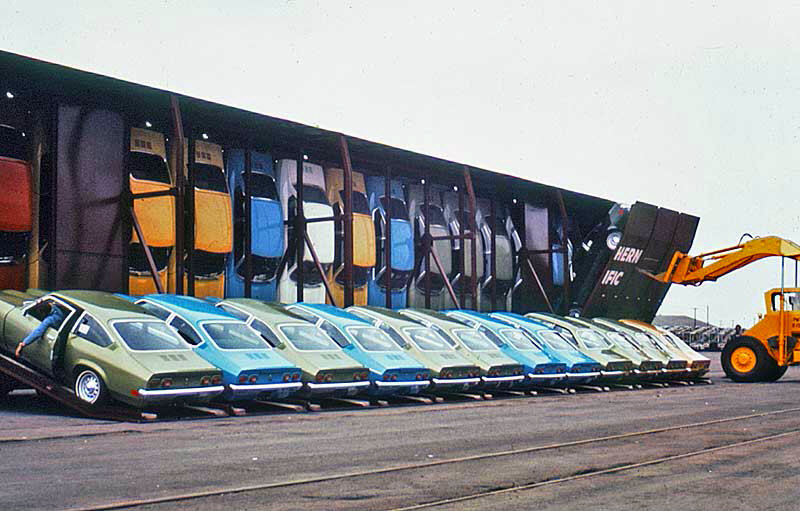
30 Vegas almacenados verticalmente para su transporte

Aunque Lordstown Assembly tenía una salida de la autopista Ohio Turnpike especialmente diseñada para facilitar el envío de los coches producidos, el Vega fue diseñado para su envío vertical, con el morro hacia abajo. General Motors y Southern Pacific diseñaron los vagones de ferrocarril "Vert-A-Pac" para contener 30 Vegas cada uno, en comparación con las góndolas automáticas de tres niveles convencionales en las que cabían 18. El Vega estaba equipado con cuatro enchufes de acero fundido extraíbles en la parte inferior y tenía espaciadores de plástico, que se quitaban al descargar, para proteger los soportes del motor y de la transmisión. La rampa/puertas del vagón se abrían y cerraban con una carretilla elevadora.
Las pruebas de vibración y de choque a baja velocidad garantizaban que los coches no se deformaran ni sufrieran daños durante el transporte. El Vega se entregaba con los líquidos en sus depósitos, listo para ser conducido a los concesionarios, por lo que el motor estaba preparado para evitar que el aceite entrara al cilindro número uno; los tapones de llenado de la batería en lo alto del borde trasero de la carcasa evitaron derrames de ácido; un tubo drenaba el combustible del carburador al recipiente de vapor; y la botella del lavaparabrisas se situó a 45 grados.

### Cifras de producción
La producción total del Vega, principalmente en Lordstown, fue de 2.006.661 unidades, incluidos 3.508 ejemplares Cosworth. La producción alcanzó un máximo de 2400 coches por día. En 1973-1974, el Vega también se construyó en la factoría de Sainte-Thérèse de GM de Canadá en Quebec.
| Año  | Notchback | Hatchback | Kammback | Panelado reparto | Cosworth | Total      |
| 1971 | 58.804    | 168.308   | 42.793   | 7.800            | —        | 277.705    |
| 1972 | 55.839    | 262.682   | 71.957   | 4.114            | —        | 394.592    |
| 1973 | 58.425    | 266.124   | 102.751  | desconocido      | —        | 427.300*   |
| 1974 | 64.720    | 276.028   | 115.337  | 4.289            | —        | 460.374    |
| 1975 | 35.133    | 112.912   | 56.133   | 1.525            | 2.061    | 207.764    |
| 1976 | 27.619    | 77.409    | 54.049   | —                | 1.447    | 160.524    |
| 1977 | 12.365    | 37.395    | 25.181   | —                | —        | 78.402     |
|      |           |           |          |                  |          | 2.006.661* |

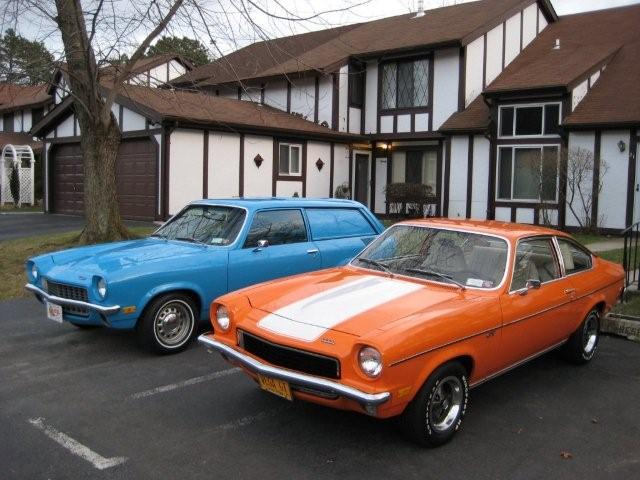
Vega Panel Express de 1971 y Vega GT Millionth de 1973 (edición limitada)

- No incluye un número desconocido de entregas de sedanes panelados en 1973, que probablemente ascendieron a alrededor de 4000 unidades

## Precios
Debido principalmente a inflación, pero también a las leyes sobre emisiones y los mandatos de seguridad, los precios de todos los automóviles aumentaron un 50 por ciento durante los siete años de vida útil del Vega. El mismo Vega básico que costó 2090 dólares en 1971 tenía un precio minorista de 3249 a finales de 1977. Y dado que todos los demás coches sufrieron el mismo aumento inflacionario, los modelos menos costosos tenían una mayor demanda que aquellos con precios más altos para contribuir a vender más unidades del Vega. El  Vega Cosworth de 1975 costaba 5918 dólares, y tenía un precio 892 dólares por debajo del Chevrolet Corvette. Su precio (como se decía popularmente, "Cosworth. Un Vega por el precio de dos") lo dejó fuera del mercado y estuvo muy por debajo de su objetivo de ventas proyectado.

## Influencia de DeLorean

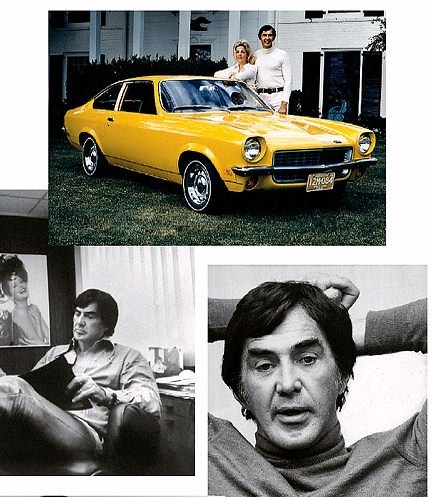
John DeLorean y un Vega 2300 en 1970

El vicepresidente de GM, John DeLorean, nombrado gerente general de Chevrolet un año antes de la introducción del Vega, tenía la tarea de supervisar el lanzamiento del modelo y dirigir las operaciones en la planta de ensamblaje de Lordstown. A medida que los problemas con el vehículo se hicieron evidentes, puso inspectores y trabajadores adicionales en la línea de montaje e introdujo un programa de control de calidad computarizado en el que se inspeccionaba cada automóvil a medida que salía de la línea y, si era necesario, se reparaba. También se le encomendó la promoción del automóvil en las revistas "Motor Trend" y "Look". Autorizó el prototipo del Cosworth Vega y solicitó el inicio de la producción.
En la edición de agosto de 1970 de Motor Trend, DeLorean promocionó el nuevo automóvil afirmando que superaba a "casi cualquier" automóvil deportivo europeo, superaba en aceleración a "cualquier automóvil de su clase de precio" y sería "construido a un nivel de calidad nunca antes alcanzado en una operación de fabricación en este país, y probablemente en el mundo".
En el libro de 1979 "En un día despejado se puede ver a General Motors" de J. Patrick Wright, DeLorean habló de la hostilidad entre la División Chevrolet y el personal de diseño e ingeniería de GM; de intentar motivar a los ingenieros de Chevrolet para que resolvieran los problemas del automóvil antes de su presentación; y de iniciar el control de calidad. También dijo: "Aunque estaba convencido de que estábamos haciendo nuestro mejor esfuerzo con el automóvil que nos fue dado, la corporación me pidió que promocionara el automóvil más allá de mis convicciones personales al respecto".

## Problemas
Aunque el Vega se vendió bien desde el principio, el público comprador pronto cuestionó la calidad del automóvil. Los problemas con el vehículo prácticamente se remontan al inicio de su desarrollo. Por ejemplo, la parte delantera del vehículo se dio por buena con solo ocho millas en la pista de pruebas de General Motors. Los ingenieros tuvieron que agregar veinte libras de refuerzos estructurales para superar las pruebas de durabilidad. En el libro Comeback: The Fall & Rise of the American Automobile Industry, los autores escriben: "En 1972, GM emitió tres llamamientos de retirada a talleres masivas, la más grande cubriendo intervenciones en 500.000 Vegas, para reparar ejes defectuosos, aceleradores ineficaces y problemas que causaban incendios. El motor de aluminio del Vega era conocido por pandearse y tener fugas." En mayo de 1972, seis de cada siete Vegas producidos eran objeto de una retirada del mercado. El desarrollo y las actualizaciones continuaron durante los siete años de producción del automóvil, abordando la durabilidad de su motor y problemas relacionados con los costos.

### Campañas de reparaciones
La primera retirada del mercado del Vega, la campaña de Chevrolet número 72-C-05, abordó los fallos del motor en 130.000 automóviles equipados con la opción L-11 de carburador de dos cuerpos. El motor fallaba con demasiada frecuencia, y era habitual que se debilitara y rompiese el silenciador. Los gases de escape calientes, a su vez, alcanzaban y  calentaban el depósito de combustible adyacente que se expandía y llegaba a romperse, derramando combustible que se encendía provocando un incendio. La segunda retirada del mercado se produjo a principios del verano de 1972, siendo denominada la campaña de Chevrolet número 72-C-07. Involucró a 350.000 vehículos equipados con el motor estándar y el carburador de un solo cuerpo. Se trataba de un riesgo percibido de que un componente del sistema de control de emisiones (soporte del solenoide de parada en vacío) pudiera caer en el varillaje del acelerador, que podía quedar pulsado. Chevrolet comunicó a los clientes que si el acelerador se quedaba abierto mientras conducían, debían apagar el motor y frenar el vehículo hasta que se detuviera.
En julio de 1972, la empresa anunció la tercera retirada de vehículos, "en otros tantos meses", de la campaña número 72-C-09, que afectó a 526.000 vehículos, estaba motivada por el eje trasero que podía desprenderse del vehículo. Como registró la NHTSA, "el eje y la rueda podrían moverse hacia afuera del panel lateral y permitir que la carrocería del vehículo cayese sobre la suspensión trasera".

### Motor 140 CID
Otros problemas de calidad plagaron el motor. Las juntas defectuosas de los vástagos de las válvulas causaron un consumo excesivo de aceite, pero esto no se solucionó hasta el lanzamiento del motor Dura-built actualizado en 1976. Según un artículo en Popular Mechanics, "Cuando el motor se calentaba, no era raro que los cilindros se distorsionen y los anillos del pistón desgasten la superficie tratada con sílice que debía dar dureza a la pared resistente. Luego, en el mejor de los casos, los coches quemaban más aceite. En el peor de los casos, la deformación comprometía la integridad de la junta de la culata".
Con su modesta capacidad de 6 cuartos (5,7 L) y su pequeño radiador de dos tubos y 1 ft² (0,1 m²), el sistema de enfriamiento del Vega era adecuado cuando se mantenía correctamente, pero los propietarios tendían a no verificar el nivel de refrigerante con la suficiente frecuencia, y en combinación con el problema de las juntas de los vástagos de las válvula con fugas, el motor a menudo funcionaba bajo de aceite y de refrigerante simultáneamente. El consiguiente sobrecalentamiento deformaba el bloque de plataforma abierta, lo que provocaba a su vez que el anticongelante se filtrara más allá de la junta de la culata, causando el desgaste del pistón dentro de los cilindros.
Chevrolet agregó una botella de desbordamiento de refrigerante y un sistema electrónico indicador de temperatura en 1974, que podía actualizarse a modelos anteriores sin costo alguno. Bajo una garantía del motor de 50 000 millas (80 000 km) revisada para los Vega de 1971 a 1975, el propietario de un motor dañado podía elegir un reemplazo con un bloque corto nuevo o una unidad reconstruida con camisas de acero, lo que resultó costoso para Chevrolet. El ingeniero de GM Fred Kneisler sostiene que se puso demasiado énfasis en los problemas de sobrecalentamiento, y que los verdaderos culpables eran las juntas frágiles del vástago de las válvulas y el revestimiento del pistón demasiado delgado. Independientemente de la causa, los cilindros con las paredes dañadas eran comunes.

### Fisher Body

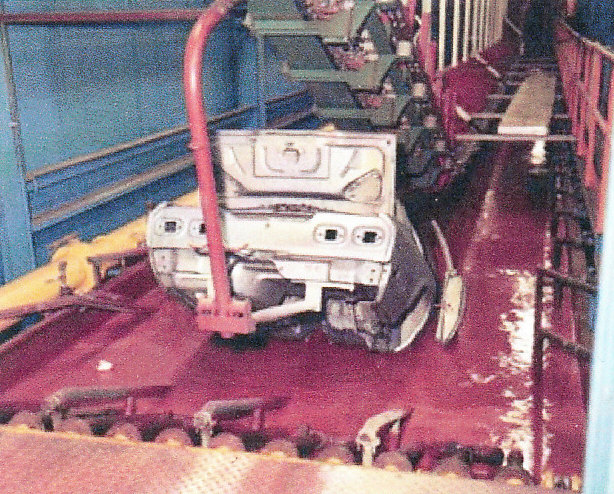
Proceso "Elpo" de Fisher Body en la carrocería de un Vega, sumergida en la cuba de electroforesis de polímeros

En los primeros Vega, el proceso de protección contra la oxidación de Fisher no trataba todo el chasis. El proceso de anticorrosión de fosfato de zinc de seis etapas comenzaba con las carcasas de la carrocería de acero sin tratar que pasaban dos minutos sumergidas en una tina de 65 000 galones americanos (246 m³) de pintado por electroforesis "Elpo" (proceso de  aplicación por electroforesis de polímeros, ideado por Fisher Body Division) para recubrir por completo la carrocería y protegerla aún más del óxido. Las carrocerías ensambladas se secaban, se lijaban en húmedo, se recubrían con sellador, se rociaban con laca y se sometían a calentamiento en un horno a 300 °F (148,9 °C).
Sin embargo, se produjo un fallo en el proceso durante la etapa de tratamiento de la tina porque una bolsa de aire atrapada impedía que el recubrimiento antioxidante llegara a un espacio entre los guardabarros delanteros y el capó de Vega. En condiciones normales de conducción, esto propiciaba que los desechos húmedos y la sal se acumularan, oxidando el acero sin tratar en los primeros Vega porque no tenían revestimiento protector en algunas zonas. El departamento de finanzas había rechazado los revestimientos porque habrían agregado un costo unitario de 2,28 dólares. Después de que GM gastó millones reemplazando miles de guardabarros corroídos bajo garantía, Chevrolet instaló deflectores de plástico provisionales a finales de 1973 y revestimientos de plástico completos en 1974. El óxido también dañaba los paneles de los balancines y la base de las puertas, el área debajo del parabrisas y la carrocería por encima de los balancines. A veces afectaba a los pernos de la leva de la suspensión delantera, lo que impedía el trabajo de alineación, lo que a su vez requería su extracción con un soplete de corte y el reemplazo por piezas completamente nuevas.
A partir de 1976, las mejoras antioxidantes incluyeron guardabarros y balancines de los paneles de acero cincado; protección de guardabarros de "cuatro capas" con la parte interior revestida de zinc e imprimada; masilla protectora para los pasos de rueda; revestimiento de preimprimación rico en zinc en las puertas; sellador expandible entre el panel de la parte trasera y el panel de la carcasa de la rueda; y carcasas de parrilla y faros resistentes a la corrosión.
El motor Dura-Built 140 de 1976 a 1977 tenía conducciones mejoradas de refrigeración del bloque del motor, junta de culata rediseñada, bomba de agua y termostato, y una garantía de cinco años/60 000 mi (97 000 km).

## Recepción

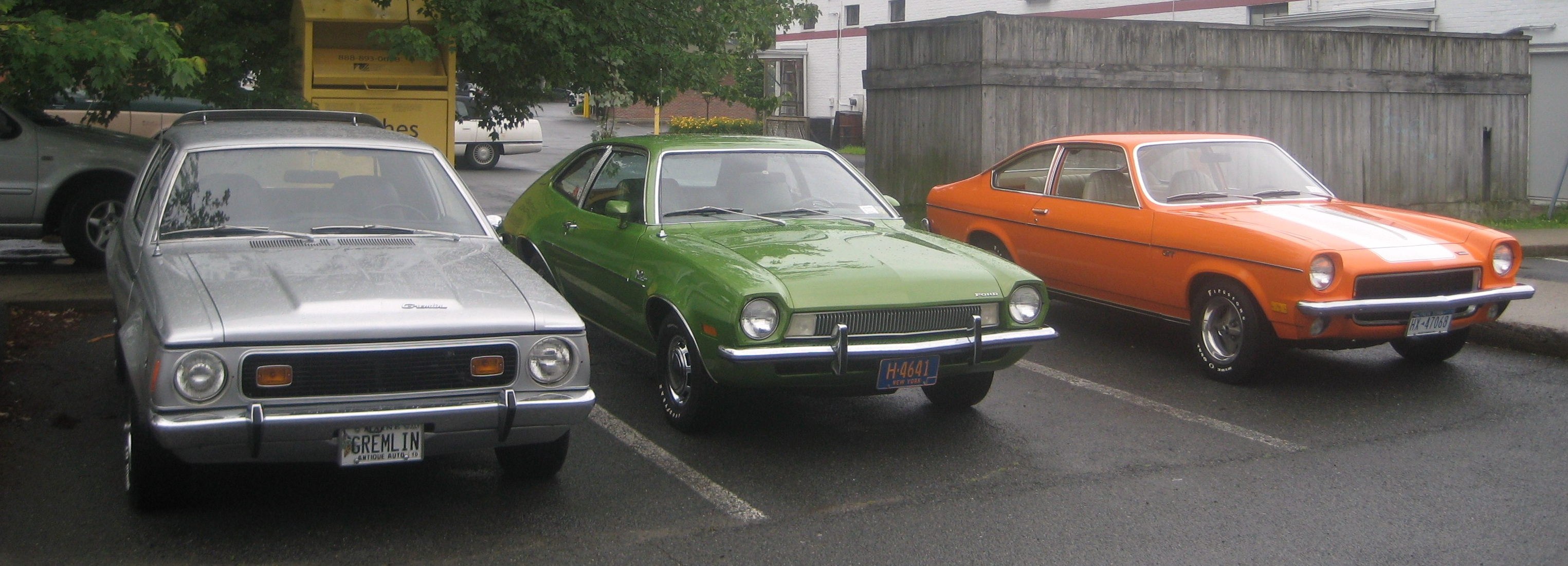
Primera generación de subcompactos estadounidenses. De izquierda a derecha: AMC Gremlin, Ford Pinto y Chevrolet Vega

Inicialmente, el Vega recibió premios y elogios, pero posteriormente, fue objeto de críticas durante mucho tiempo.
El Vega recibió premios que incluyeron el de "Coche del año 1971" y el de "Coche del año 1973 en la clase económica"; de Motor Trend; "Mejor sedán económico" en 1971, 1972 y 1973 de "Car and Driver"; y el premio de 1971 a la "Excelencia en el diseño de equipos de transporte" del "American Iron and Steel Institute".
Las críticas favorables en el lanzamiento incluyeron a la revista Motor Trend, que en 1970 describió al Vega como agradable, funcional, cómodo, con buen manejo y conducción; a Road and Track, que elogió su visibilidad, velocidad de crucero y economía, y a otros medios que elogiaron la simplicidad del motor 2300, las ayudas a la conducción y los frenos, e incluso se señaló que el automóvil se adaptaba bien a los gustos y necesidades de la década de 1970. Así mismo, fue elogiada su apariencia.
Varias revistas realizaron comparaciones con otros automóviles contemporáneos como el Ford Pinto, el Volkswagen Tipo 1, el AMC Gremlin y el Toyota Corolla. El Vega salió bien parado, recibiendo elogios por su combinación de rendimiento y economía; así como por su velocidad, comodidad, suavidad y mejor conducción.
El editor de "Road and Track", John R. Bond, dijo en septiembre de 1970: "Creo que el Vega es, sin lugar a dudas, el automóvil de pasajeros con mejor manejo jamás construido en los EE.UU., lo que me impresionó y me sorprendió sobre todo".
Sin embargo, el Center for Auto Safety criticó el coche. Una carta de su fundador Ralph Nader al presidente de GM, Richard Gerstenberg, contenía una lista de acusaciones de seguridad, afirmando que era un "automóvil descuidado, poco fiable e inseguro", que "difícilmente daba un buen ejemplo de la producción de automóviles pequeños para la industria estadounidense". Las críticas continuaron mucho después de que cesó la producción. En 1979, Popular Science comentó que las reparaciones gratuitas en la década de 1970 costaron decenas de millones y continuaron hasta dos años después de que se agotara la garantía. Un artículo de la revista Time de 1990 decía que el Vega era "un coche mal diseñado, notorio por el óxido y las averías". En 1991, la revista "Newsweek" dijo que el Vega era más costoso y más problemático que sus rivales.
El libro de 1993 de Joe Sherman In the Rings of Saturn decía que "en su tercera retirada del mercado, el noventa y cinco por ciento de todas los Vega fabricados antes de mayo de 1972 tenían fallos críticos de seguridad", y que la "accidentada historia del modelo solo reforzó la creencia de que GM fabricó coches pequeños de calidad inferior. Este legado resultaría mucho más importante que cualquier impacto directo que el Vega pudiera tener en las ganancias de GM." Motor Trend, por su parte, señaló en su Edición del 50 aniversario de septiembre de 1999: El Vega parecía estar bien ubicado para establecer el estándar de los subcompactos en los años 70, pero resultó perjudicado por uno de los talones de Aquiles más vulnerables en la historia automotriz moderna; un bloque de motor de aleación de cuatro cilindros que se autodestruía con demasiada facilidad y con demasiada frecuencia. Una vez que se corrió la voz, el daño ya estaba hecho, a pesar de que el motor había sido renovado". La edición de abril de 2000 de la revista Collectible Automobile dijo: "El Chevy Vega se ha convertido en un símbolo de todos los problemas a los que se tuvo que enfrentar Detroit en los años 70".
El libro de 2005 de Robert Freeland "The Struggle for Control of the Modern Corporation" (La lucha por el control de la corporación moderna) decía que "una planificación deficiente y una puesta en producción superficial ... llevaron a un automóvil de muy mala calidad, acosado por problemas mecánicos".
En su libro de 2010 "Generation Busted", el autor Alan Zemek dijo: "La respuesta de Chevrolet al automóvil japonés dejó a la empresa con un ojo morado".
Los sitios web han incluido al Vega en las listas de peores coches. Por ejemplo Popular Mechanics, Car and Driver, y  Edmunds.com. En 2010, John Pearley Huffman de Popular Mechanics resumió al Vega como "el automóvil que casi destruyó a GM". En 2010, después de conducir un Vega GT '73 original, Frank Markus de Motor Trend Classic, dijo: "Después de unos pocos kilómetros, empiezo a comprender cómo este automóvil ganó sus premios y pruebas comparativas. Los ejemplares bien mantenidos son unos clásicos económicos, de excelente apariencia y conducción agradable, como Baltic Ave. con un hotel, los mejores se puede obtener por 10.000 dólares o menos".
En 2013, Frank Markus de Motor Trend Classic dijo que: "Algo exagerado: al igual que el síndrome de China podría haber llevado a exagerar el incidente de TMI (Three-Mile Island), la mala prensa pudo haber contribuido a exagerar los problemas del Vega".

## Variantes con otros nombres
Se utilizaron los distintos estilos de carrocería del Vega para comercializarlo bajo otros nombres, valiéndose de un proceso de ingeniería de marcas. El Pontiac Astre de 1973 a 1977 utilizó las carrocerías del Vega (y también sus motores hasta 1976). Los familiares Chevrolet Monza y Pontiac Sunbird de 1978 a 1979 utilizaron la carrocería Vega del Kammback con motores de Pontiac y Buick, y el Monza S empleó la carrocería hatchback del Vega.

## Concepto XP-898
En 1973, Chevrolet presentó el XP-898, un prototipo que usaba muchos componentes del Vega, incluido el motor. Incluía un método de construcción destinado a explorar la resistencia al choque del vehículo a alta velocidad: una carrocería de un material tipo sándwich relleno de espuma entre capas de plástico reforzado con vidrio y un chasis en cuatro secciones con relleno de espuma rígida de uretano.

## Deportes del motor

### Car and Driver'sshowroom stock No. 0
A principios de la década de 1970, la revista Car and Driver desafió a sus lectores a una serie de carreras de exhibición para sedanes a través del Sports Car Club of America (SCCA) en Lime Rock Park, Connecticut, denominada "The Car and Driver SS / Sedan Challenge". Bruce Cargill (en representación de los lectores) ganó el "Desafío I" en 1972 en un Dodge Colt, y Patrick Bedard de "C&D", ganó el "Desafío II" en 1973 al volante de un Opel 1900. El "Desafío III" fue el desempate disputado en 1974.

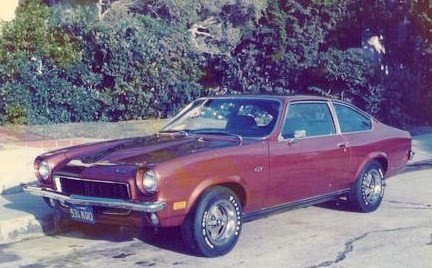
Vega GT de 1973 en color bronce

El 12 de octubre de 1974, el Vega GT No. 0 de 1973 de "C&D", conducido por Bedard, "superó a todos los Opel, Colt, Pinto, Datsun, Toyota y Subaru en la parrilla de salida [...] Había hecho el trabajo - este Vega GT se enfrentó a otros 31 coches de serie con potentes motores y había terminado el primero".
Después de que Bedard compró el Vega un año antes en California por 1900 dólares, el ex ingeniero de Chevrolet Doug Roe, un especialista en Vega, le dijo que "lo llenara de lubricante en exceso alrededor de un cuarto de galón". Cuando se hace funcionar el motor a más de 5000 rpm, todo el aceite permanece en la culata, lo que limpiará los cojinetes del árbol de levas. Y hay que hacer algo con las rejillas de ventilación del cárter. Si no se hace, bombeará todo este aceite a la admisión de combustible". Roe agregó que 215 grados era normal y solo por encima de 230 grados probablemente el motor comenzase a detonar.
Bedard dijo: "Cinco vueltas antes del final, descubrí que una vez que el depósito cae por debajo de un cuarto de su capacidad máxima, el combustible no se acumula en las curvas a la derecha. Dos veces por vuelta, el carburador se seca momentáneamente. Y si eso no fuera suficientemente malo, el indicador de temperatura marcaba exactamente 230 grados y un Opel blanco estaba detrás de mí tan inquebrantablemente como un misil de búsqueda de calor. Pero también estaba claro que no importaba lo buen conductor que fuera Don Knowles y no importaba tampoco lo rápido que fuera su Opel, no iba a seguir en carrera si el Vega simplemente seguía vivo. Lo cual sucedió. Tienes que admirar a un coche como este. Si gana, debe ser el mejor, sin importar todas las historias de terror que escuchas, algunas de ellas mías".